# Fritz Melbye
Fritz Sigfred Georg Melbye (24 de agosto de 1826 - 14 de diciembre de 1869) fue un pintor danés con preferencia hacia los paisajes marinos. Hermano de Anton Melbye y Vilhelm Melbye que también fueron pintores marinos. Viajó mucho y pintó paisajes, escenas de la costa y de puertos de algunos países de Europa, el Caribe, Venezuela, América del Norte y Asia.

## Biografía

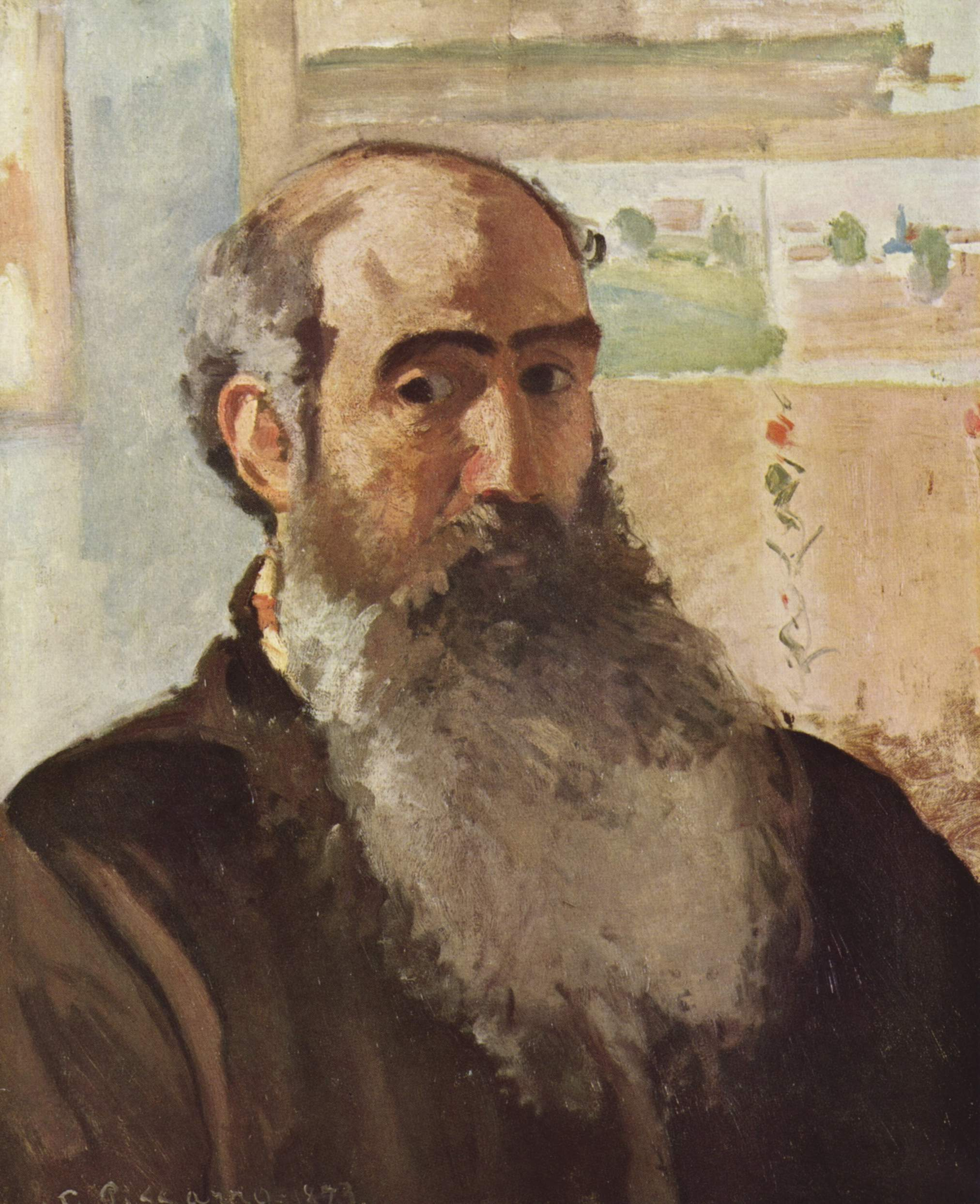
Camille Pissarro compañero de viaje por Venezuela. Autorretrato (1873)

Fritz Melbye nació el 24 de agosto de 1826 en Elsinor, Dinamarca. Se formó como pintor con su hermano mayor, Anton Melbye. En 1849, partió hacia las Indias Occidentales Danesas, estableciéndose en Saint Thomas. Allí conoció al joven Camille Pissarro a quien inspiró a que dedicara a la pintura de profesión a tiempo completo. Pissarro se convirtió en su alumno, así como en un amigo cercano.

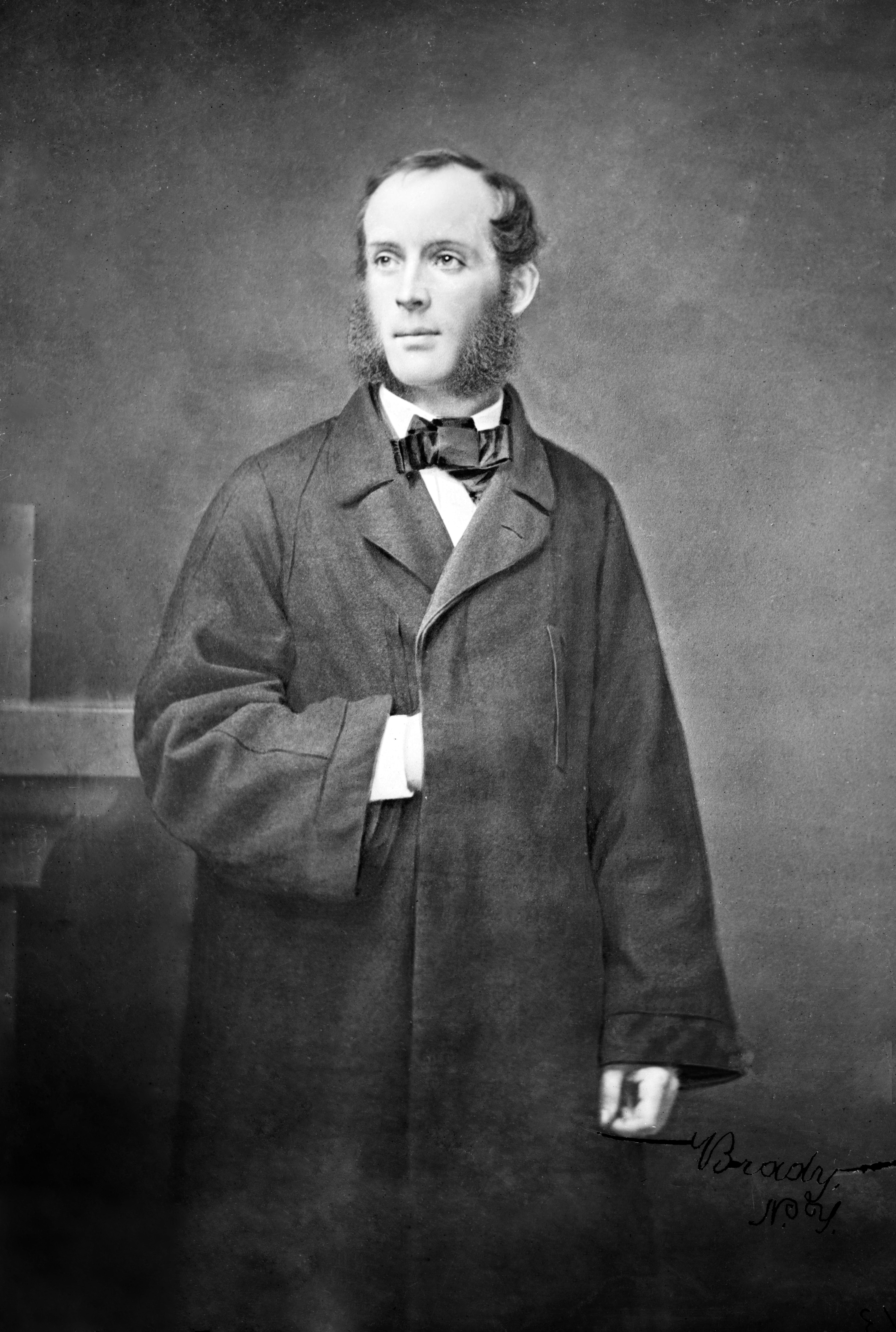
Frederick Church compañero de viajes en América del Norte y el Caribe

A inicios de 1850 Melbye y Pissarro visitan la ciudad de Santo Domingo en la actual República Dominicana, don Melbey realiza un cuadro titulado Entrada a la ciudad de Santo Domingo. La Torre de Colón y Pissarro realiza unas 7 acuarelas; dicho cuadro de Melbye constituye posiblemente el más antiguo óleo sobre un paisaje dominicano.
En abril de 1850 regresan a Saint Croix donde Melbye comienza a preparar su primer viaje a Venezuela donde trabajo en los llanos del estado Guárico, regresa a Saint Thomas en 1851. Organiza otro viaje a Venezuela en 1852 y es donde Pissarro decidió unirse a él y pasaron dos años juntos en Caracas y la ciudad portuaria de La Guaira. Pissarro regresó antes a Saint Thomas. Melbye permaneció en Venezuela hasta 1858 y luego regresó a Europa por poco tiempo. Después de una breve estadía en París decide viajar a América del Norte, donde instaló un estudio en Nueva York.
Continuó viajando extensamente, sobre todo por el  Caribe, así como al norte de Terranova. Un amigo muy cercano de Nueva York y compañero de sus frecuentes viajes por el Caribe fue el famoso pintor paisajista estadounidense Frederick Church que también tenía un estudio en Manhattan.
En 1866, Melbye se embarcó en un viaje al Lejano Oriente en busca de nuevas aventuras, dejando su estudio al cuidado de  Church. En Asia, establece en Pekín su base de operaciones para sus viajes por la región. También viajó a Japón. Murió en Shanghái, tres años después el 14 de diciembre de 1869.

## Obra
Fritz Melbye inicialmente pintó paisajes marinos en la tradición de la familia de su hermano el cual le había enseñado, pero con el tiempo fue pintando otros paisajes, así como vistas de la costa y de la ciudad. Él prefería un estilo realista, a menudo con escenas románticas. Expuso en Charlottenborg en Copenhague desde 1849 hasta 1858.
En Pekín, recibió el encargo de pintar el palacio imperial de verano y durante sus años en los Estados Unidos expuso en la Academia de Pensilvania de Bellas Artes.

### Obras de su estadía en Venezuela

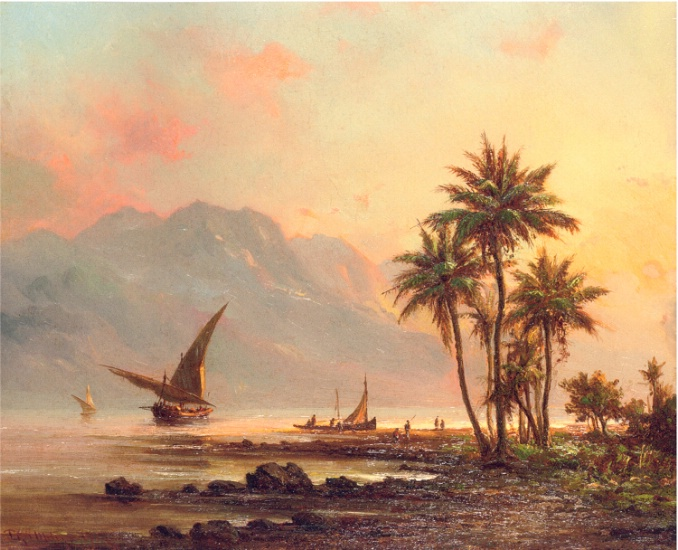
Pescadores en embarcación en el río Guárico c.1850 Óleo sobre tela

De las obras de Melbye en Venezuela se conocen uno veinticinco óleos y unos 50 dibujos a lápiz y tinta china, los cuales representan paisajes, personajes y escenas de costumbres del diario quehacer que tanto diferían de los de los países nórdicos, también puede observarse en sus lienzos la atracción que sentía el pintor por la naturaleza venezolana.
De sus obras realizadas en Venezuela destacan un retrato de José Antonio Páez; Velero junto a La Guaira (1853); Llaneros en un morichal, Camino nuevo de Maiquetía y Casa vieja de la hacienda El Palmar. En ellos se puede apreciar un pintor de mediana capacidad influenciado por conceptos del romanticismo, tendencia imperante en ese momento en Europa, se observa la idea sublime y la visión de una naturaleza indómita característica de los pintores románticos. Muchas de sus ilustraciones realizadas en Venezuela quedaron perpetuadas en el libro "Wild Scenses in South America or Life in the Llanos of Venezuela", escrito por Ramón Páez, hijo del general José Antonio Páez.

## Galería

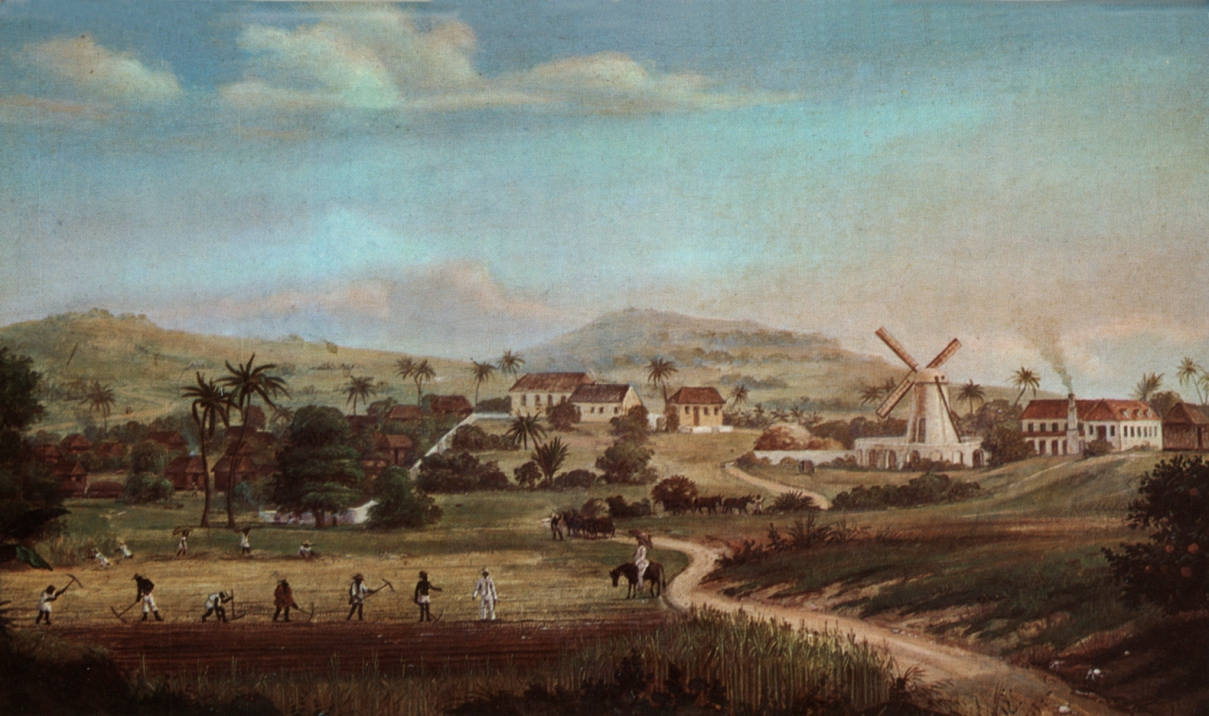
Escena pastoreo en las Indias Occidentales Danesas, c. 1850
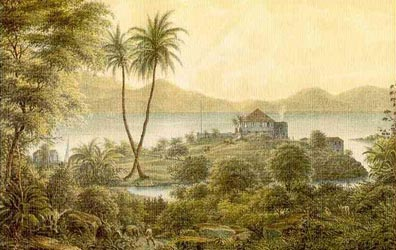
Batería de Bahía Cruz en Saint John c. 1850
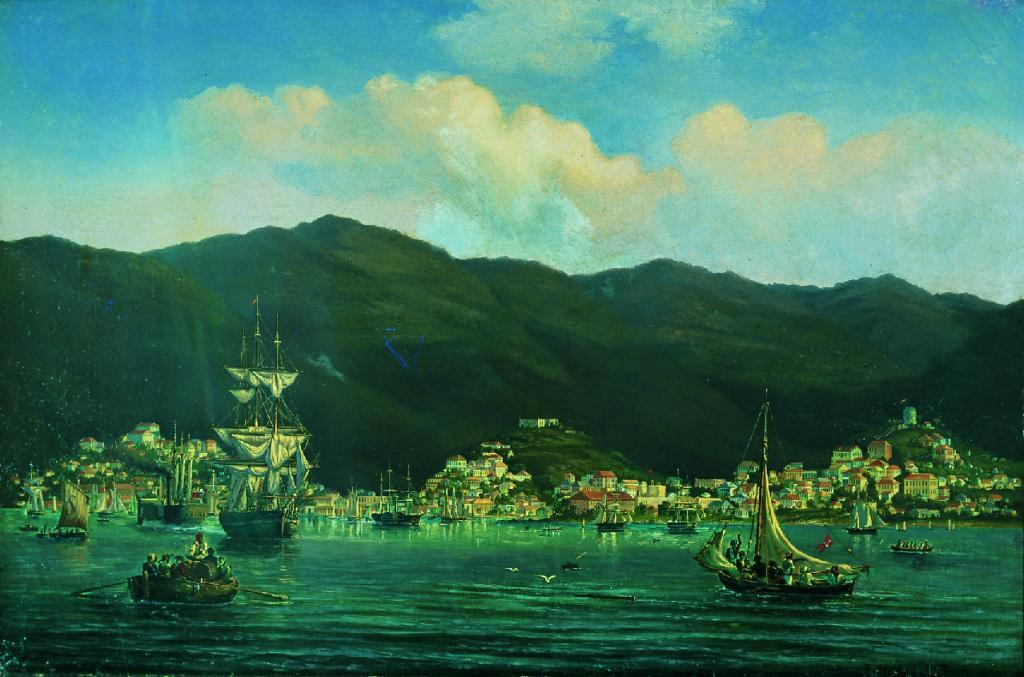
El puerto de St. Thomas, 1852
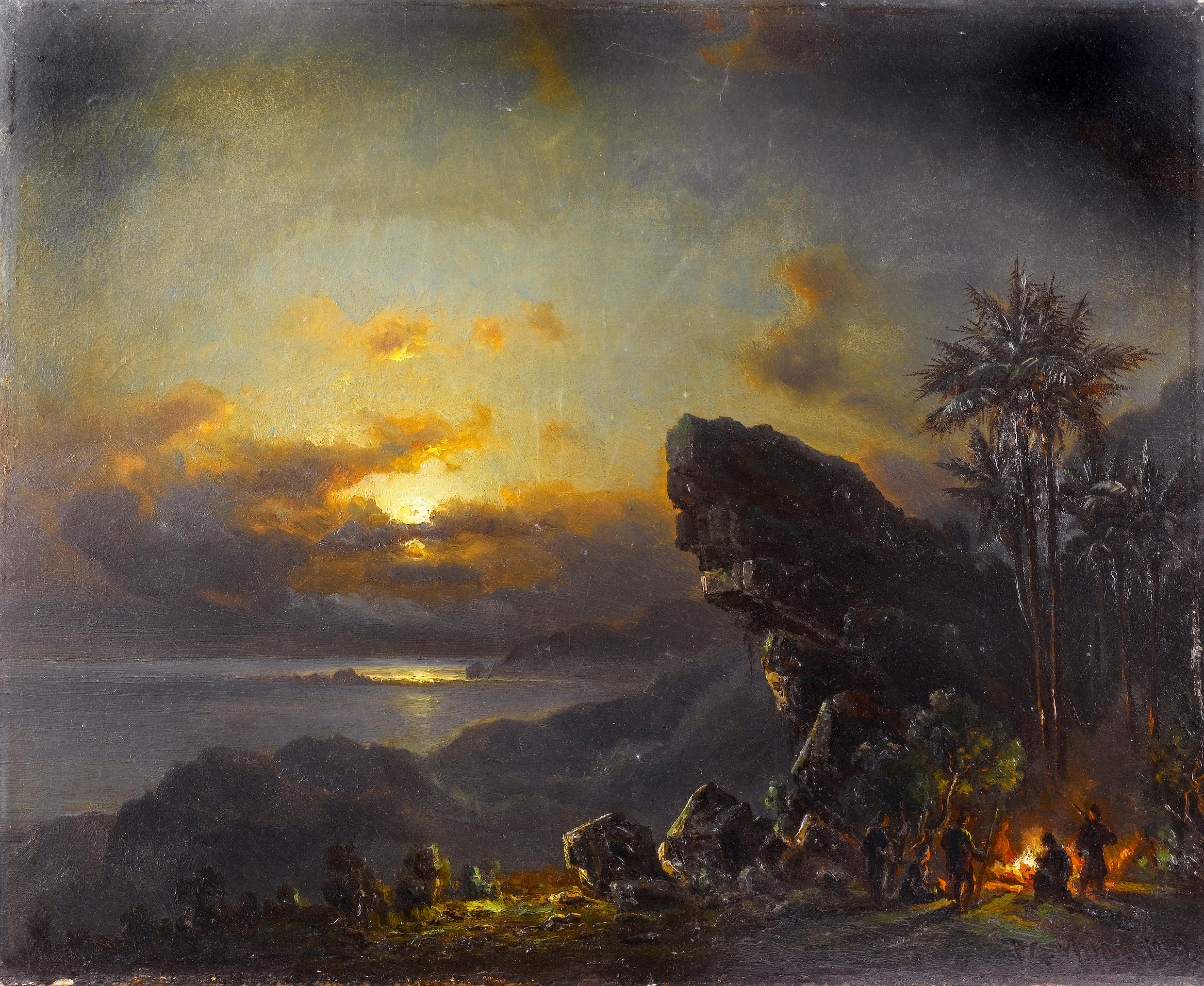
Figuras cerca del fuego a la luz de la Luna 1867
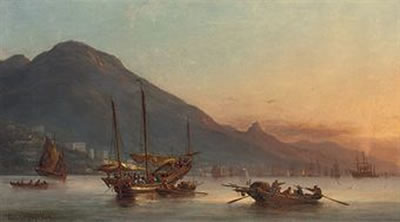
Junkos sampaneses en atardecer cerca de Hong Kong
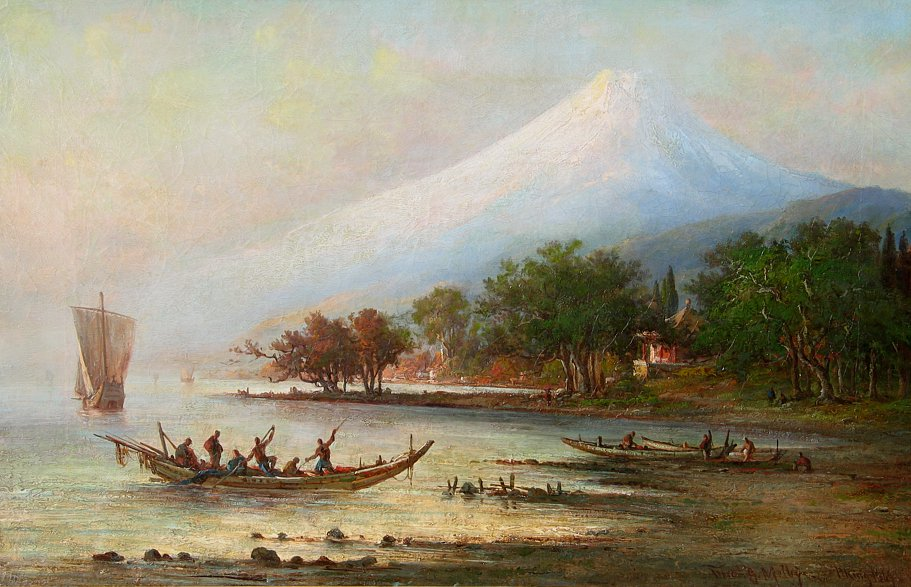
Marina de Fujiyama, Japón, en el amanecer, 1869